# Warhammer 40,000: Fire Warrior
Warhammer 40,000: Fire Warrior é um jogo eletrônico de tiro em primeira pessoa desenvolvido pela Kuju Entertainment e publicado pela THQ em 2003 para Microsoft Windows e PlayStation 2, o jogo faz parte da série Warhammer 40.000.